# 12100 Amiens
A 12100 Amiens (ideiglenes jelöléssel 1998 HR149) a Naprendszer kisbolygóövében található aszteroida. Eric Walter Elst fedezte fel 1998. április 25-én.